# لاله موسی
لاله موسی (به انگلیسی: Lalamusa) یک شهر در پاکستان است که در ناحیه گجرات واقع شده‌است. لاله موسی ۲۶۱ متر بالاتر از سطح دریا واقع شده‌است.